# Marc Leishman

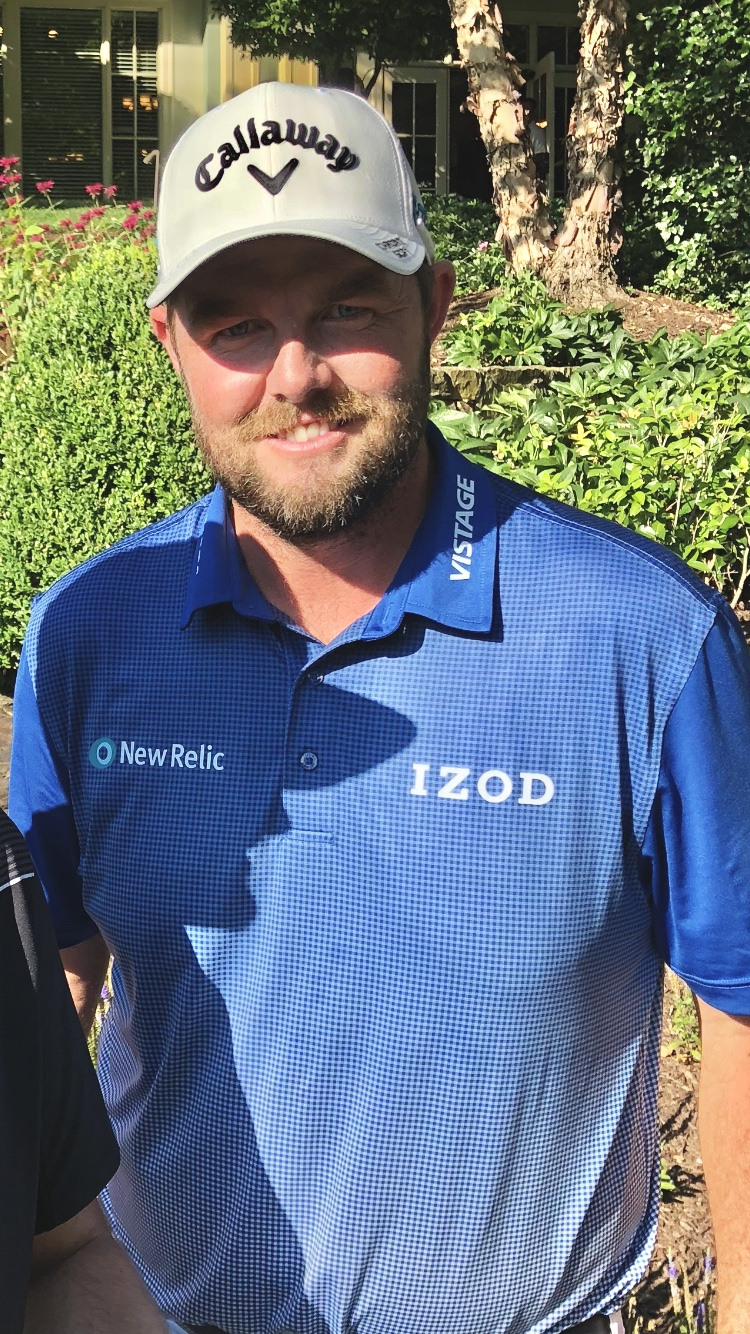
Marc Leishman, 2018.

Marc Leishman, född 24 oktober 1983 i Warrnambool, är en australisk professionell golfspelare som spelar för Liv Golf. Han har tidigare spelat bland annat på PGA Tour, PGA European Tour, PGA Tour of Australasia, Asian Tour, Sunshine Tour och Korn Ferry Tour.
Leishman har vunnit sex PGA-vinster, en European-vinst, en Australasia-vinst, en Asian-vinst, en Sunshine-vinst och en Korn Ferry-vinst. Hans bästa resultat i majortävlingar är delad fjärde plats vid 2013 års The Masters Tournament och en delad andra plats vid 2015 års The Open Championship. Utöver det slutade Leishman även på en delad åttonde plats vid 2013 års The Players Championship.
Han deltog också vid 2013, 2015, 2017 och 2019 års Presidents Cup. Leishman var även med och tävla för Australien vid de olympiska sommarspelen 2020.